# Saccostomus mearnsi
Saccostomus mearnsi is een zoogdier uit de familie van de Nesomyidae. De wetenschappelijke naam van de soort werd voor het eerst geldig gepubliceerd door Heller in 1910.